# 古洞河
古洞河，位于中华人民共和国吉林省东部，是第二松花江上段二道松花江的右岸支流，满语意为“浪花翻滚”的河，一说源自满语“和通集”（满文：ᡥᡝᡨᡠᡵᡳ，转写：heturi），意为“偏岔、旁出”。古洞河发源于和龙市西部西城镇境内甑峰岭山脉的老岭峰东谷，向东北流至新兴屯以南转西北流，进入安图县境内，至新合乡以西转西南流，经万宝镇、永庆乡东清村等地，最后于两江镇西南汇入二道松花江。河长156.6公里，流域面积4303平方公里，河道平均比降2.2‰，河道天然落差1037米。年均径流量14.7亿立方米。古洞河在安图县新合乡大坝村以上，两岸河槽为石质，河床狭窄，平均宽10米，河床底部为大块卵石，河道稳定。大坝村以下河谷逐渐开阔，耕地渐多。万宝镇一带河流两岸为河谷平原，多水田，流速缓慢。万宝镇以下河流进入峡谷，水流湍急。古洞河流域大部分是崇山峻岭的林区，延边朝鲜族自治州八家子林业局所属的古洞河林场、庙岭林场、升平林场分布在流域内。为补充海兰江中下游灌溉用水，古洞河上游和龙市境内建有跨流域调水的古洞河引水工程。